# Anua fervida
Anua fervida là một loài bướm đêm trong họ Erebidae.